# 开发区街道 (濮阳市)
开发区街道，是中华人民共和国河南省濮阳市华龙区下辖的一个乡镇级行政单位。

## 行政区划
开发区街道下辖以下地区：
昆西社区和昆东社区。